# Greifenbergerio santechnikos dirbinių gamykla
Greifenbergerio santechnikos dirbinių gamykla war ein Sanitärtechnik-Werk in Kaunas, im Stadtteil Šančiai, in Sowjetlitauen. Der Betrieb wurde nach Juozas Greifenbergeris (1898–1926) genannt. Er war ein litauischer Kommunist und Funktionär der kommunistischen Jugendbewegung.

## Geschichte
1879 gründeten die deutschen Industriellen Gebrüder Schmidt in Šančiai eine Fabrik "Westfalia" für Draht, Nägel- und Eisenprodukte. Sie wurde später zu einer der größten Metallfabriken im russischen Reich. 1913 hatte die Fabrik 1.300 Beschäftigte. 1922 kauften die Brüder Jonas Vailokaitis und Juozas Vailokaitis diese Fabrik. Sie wurde später zu Akcinė bendrovė "Metalas" umbenannt. 1938 war die Gießerei mit einem Kapital von 7,5 Millionen Litas das größte private Unternehmen in Litauen. In Sowjetlitauen wurde hier das Greifenbergeris-Sanitärgeräte-Werk ab 1961 untergebracht. Man produzierte Waschbecken, Badewannen, Heizkörper. 1976 gab es 1000 Mitarbeiter. Während der sowjetischen Besatzungszeit wurde das Werk weiterhin "Metalas" genannt. Durch die Emissionen der Fabrik färbten sich umliegenden Stadtteile braun. Die Regierung gab Milch kostenlos als Entschädigung für die geschädigte Gesundheit heraus. Entsprechend hatten Šančiai und die dortigen Arbeitsbedingungen keinen guten Ruf.